# Del mio amare te (album)
 (mars 2025).
Si vous disposez d'ouvrages ou d'articles de référence ou si vous connaissez des sites web de qualité traitant du thème abordé ici, merci de compléter l'article en donnant les références utiles à sa vérifiabilité et en les liant à la section « Notes et références ».
Albums de Charles Aznavour
Il bosco e la riva
(1973) Charles Aznavour (Compagno)
(1977)
Del mio amare te (De t'avoir aimée) est le 7e album studio italien de Charles Aznavour, il est sorti en 1975.
Cet album présente des réenregistrements des titres Devi sapere (4e version), Aspetto te (2e version), Oramai (2e version) et Ieri sì (2e version).

## Liste des chansons
Les douze pistes de cet album sont :
| 1. | Lei (She)                                              | Herbert Kretzmer / Charles Aznavour, Adapt. Giorgio Calabrese   | 02:26 |
| 2. | Non abbiamo più quindici anni (On n'a plus quinze ans) | Charles Aznavour / Georges Garvarentz, Adapt. Giorgio Calabrese | 02:59 |
| 3. | Non sapremo mai (On ne sait jamais)                    | Charles Aznavour, Adapt. Giorgio Calabrese                      | 02:52 |
| 4. | Devi sapere (4e version) (Il faut savoir)              | Charles Aznavour, Adapt. Luciano Beretta                        | 03:29 |
| 5. | Il tempo (Le temps)                                    | Charles Aznavour / Jeffrey Davis, Adapt. Giorgio Calabrese      | 02:43 |
| 6. | Aspetto te (2e version) (Je t'attends)                 | Charles Aznavour / Gilbert Bécaud, Adapt. Giorgio Calabrese     | 03:08 |

| 7.  | Mi perdo in te (Je meurs de toi)    | Charles Aznavour, Adapt. Giorgio Calabrese                   | 03:03 |
| 8.  | Ti amo (Je t'aime)                  | Guy Bontempelli / Charles Aznavour, Adapt. Giorgio Calabrese | 03:26 |
| 9.  | Del mio amare te (De t'avoir aimée) | Charles Aznavour, Adapt. Giorgio Calabrese                   | 02:47 |
| 10. | Oramai (2e version) (Désormais)     | Charles Aznavour / Georges Garvarentz, Adapt. Daiano         | 02:43 |
| 11. | Ieri sì (2e version) (Hier encore)  | Charles Aznavour, Adapt. Mogol / Testa                       | 03:27 |
| 12. | La baraka (Version italienne)       | Charles Aznavour, Adapt. Giorgio Calabrese                   | 02:41 |